# Lucarelli (Radda in Chianti)
Lucarelli (già Lucherelli) è una frazione del comune italiano di Radda in Chianti, nella provincia di Siena, in Toscana.

## Geografia fisica
La frazione è situata a 285 metri d'altitudine lungo il corso del fiume Pesa, che lambisce l'abitato a sud-ovest. Lucarelli si trova al limite nord-occidentale del comune di Radda in Chianti, al confine con Castellina in Chianti e con il territorio comunale di Greve in Chianti, nella città metropolitana di Firenze.
Lucarelli confina a sud-est con Monterinaldi, a ovest con La Piazza e a nord con Panzano in Chianti, e comprende nel proprio territorio anche le borgate di Casa Gerla, Casanuova delle Ripe, San Piero, Scovo, Vignale e Villa Pesanella. Dista inoltre poco più di 6 km da Radda e circa 36 km da Siena.

## Storia
Il paese è citato per la prima volta nel catasto fiorentino del 1427 e portava nome di Lucherelli: allora era caratterizzato dalla presenza di un'osteria-albergo e di una fornace. Nel XVI secolo il borgo è indicato con il toponimo Lucarelli ed era compreso nel territorio del comune di Grignano – corrispondente grossomodo all'attuale frazione La Piazza – al confine con quello di Monterinaldi.
Lucarelli lo si ritrova censito nel catasto leopoldino del 1776 e l'anno successivo fu unito al comune di Radda in Chianti.

## Monumenti e luoghi d'interesse

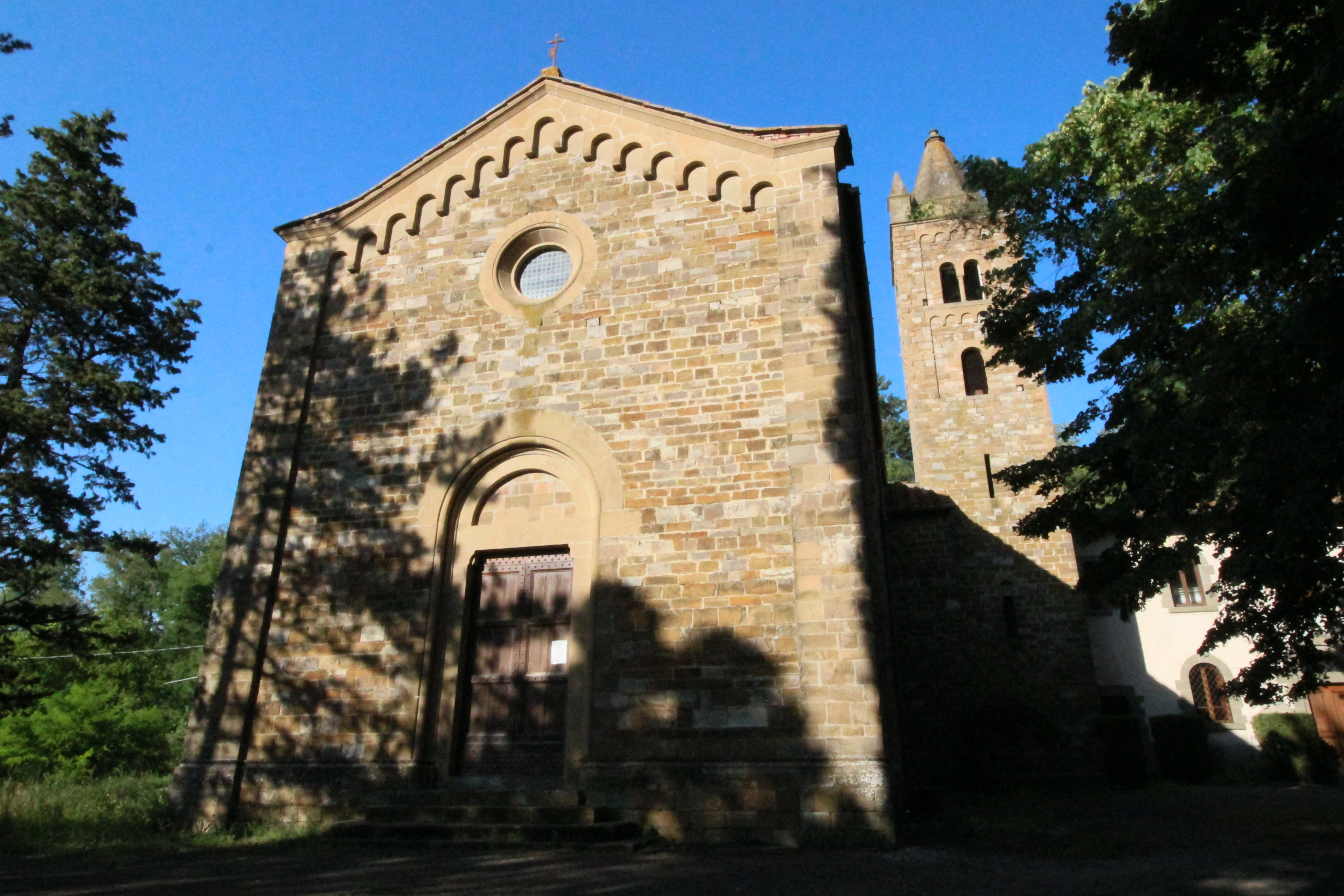
La chiesa di San Martino

### Chiesa di San Martino
Al centro del borgo si trova la chiesa parrocchiale di San Martino. L'edificio fu costruito a partire dal 1938 per volere di don Angelo Landi e realizzato con i contributi delle locali famiglie Allegri e Ulivieri. Il progetto fu affidato all'architetto Egisto Bellini, molto attivo nella Toscana meridionale principalmente nel restauro e nella ristrutturazione degli edifici di culto medievali. Nel 1946 fu elevata in parrocchia, con il titolo di San Martino qui trasferito da Monterinaldi.
Si presenta come un edificio in stile neoromanico, con facciata a capanna, portale con arco a tutto sesto sormontato da lunetta e sovrastato da un rosone. L'interno è a navata unica e possiede due cappelle laterali con volte a crociera, con conclusione ad abside. Sul fianco destro svetta il campanile cuspidato in pietra, con quattro monofore che si aprono all'altezza della cella campanaria. Presso San Martino si trovava conservato un polittico di Bernardo Daddi con la Madonna col Bambino, santa Lucia, i santi Zanobi e Silvestro e Maria Maddalena, proveniente dalla chiesetta del castello delle Stinche.
Sul fianco del campanile, alla destra, si trova la casa canonica, realizzata in stile neorinascimentale.

## Infrastrutture e trasporti
La frazione è posta lungo la strada provinciale 2 bis "di Lucarelli", che collega Radda in Chianti (località La Villa) con la strada regionale 222 Chiantigiana a sud di Panzano in Chianti.